# أبو الفتح الأزدي
أبو الفتح الأزدي (ت. 374 هـ / 984 م) هو أحد رواة الحديث، اسمه أبو الفتح محمد بن الحسين بن أحمد بن عبد الله بن بريدة الموصلي الأزدي، سمع الحديث من أبو يعلى الموصلي، وأحمد بن الحسن بن عبد الجبار الصوفي، وابن جرير الطبري، وعبد الله بن زيدان البجلي، وعلي بن زاطيا، وعبد الله بن إسحاق المدائني، وطريف بن عبيد الله صاحب علي بن الجعد، وعباد بن علي السيريني، وإسماعيل الحاسب، وحمدان بن عمرو الوراق الموصلي، وعلي بن سراج، ومحمد بن محمد الباغندي، والهيثم بن خلف الدوري، وأبي عروبة الحراني، وأبي القاسم البغوي. وروى عنه أبو نعيم الحافظ، وأبو إسحاق البرمكي، وأحمد بن الفتح بن فرغان، سكن بغداد، توفي سنة 374 هـ.

## قالوا عنه
قال أبو بكر الخطيب عن أبو الفتح الأزدي كان حافظا صنف في علوم الحديث وسألت البرقاني عنه فضعفه وحدثني أبو النجيب عبد الغفار الأرموي قال رأيت أهل الموصل يوهنون أبا الفتح ولا يعدونه شيئا.
قال الذهبي وعليه في كتابه في الضعفاء مؤاخذات، فإنه ضعف جماعة بلا دليل بل قد يكون غيره قد وثقهم، وقال أيضا يسرف في الجرح وجرح خلقا لم يسبقه أحد إلى التكلم فيهم، وهو المتكلم فيه.
قال الخطيب : في حديثه مناكير.
قلت : وعليه في كتابه في «الضعفاء» مؤاخذات، فإنه ضعف جماعة بلا دليل. بل قد يكون غيره قد وثقهم.

## مؤلفاته
1. كتاب الضعفاء.
2. المخزون في علم الحديث.
3. أسماء من يعرف بكنيته.
4. الكنى لمن لا يعرف له اسم للأزدي.
5. ذكر اسم كل صحابي ممن لا أخ له يوافق اسمه للأزدي.
6. من وافق اسمه اسم أبيه للأزدي.
7. من وافق اسمه كنية أبيه للأزدي.
8. أحاديث منتقاة في غرائب ألفاظ رسول الله مما يحتاج إلى استعماله.

## حدث عن
حدث عن : أبي يعلى الموصلي، وأحمد بن الحسن بن عبد الجبار الصوفي، ومحمد بن جرير الطبري، وعبد الله بن زيدان البجلي، وعلي بن زاطيا، وعبد الله بن إسحاق المدائني، وطريف بن عبيد الله صاحب علي بن الجعد، وعباد بن علي السيريني، وإسماعيل الحاسب، وحمدان بن عمرو الوراق الموصلي، وعلي بن سراج، ومحمد بن محمد الباغندي، والهيثم بن خلف الدوري، وأبي عروبة الحراني، وأبي القاسم البغوي، وطبقتهم.

## حدث عنه
حدث عنه : أبو نعيم الحافظ، وأبو إسحاق البرمكي، وأحمد بن الفتح بن فرغان وآخرون.